# John G. Avildsen
John Guilbert Avildsen (21 tháng 12 năm 1935 – 16 tháng 6 năm 2017) là một đạo diễn phim người Mỹ. Ông giành giải Oscar cho Đạo diễn xuất sắc nhất năm 1977 cho Rocky. Những bộ phim khác ông đạo diễn bao gồm Joe, Save the Tiger, Fore Play, The Formula, Neighbors, For Keeps, Lean on Me, The Power of One, 8 Seconds, Inferno, Rocky V và ba bộ phim đầu tiên The Karate Kid.

## Cuộc sống và gia đình
Avildsen sinh ra ở Oak Park, Illinois, con trai của Ivy (nhũ danh Guilbert) và Clarence John Avildsen.  Ông được đào tạo tại trường The Hotchkiss và Đại học New York.
Avildsen có một đứa con xa lạ tên là Ash (sinh ngày 5 tháng 11 năm 1981), người sáng lập ra Sumerian Records. Ông cũng có một người con trai khác, Jonathan Avildsen, người đã xuất hiện trong các bộ phim Karate Kid Part III và Rocky V.